# مارسديب

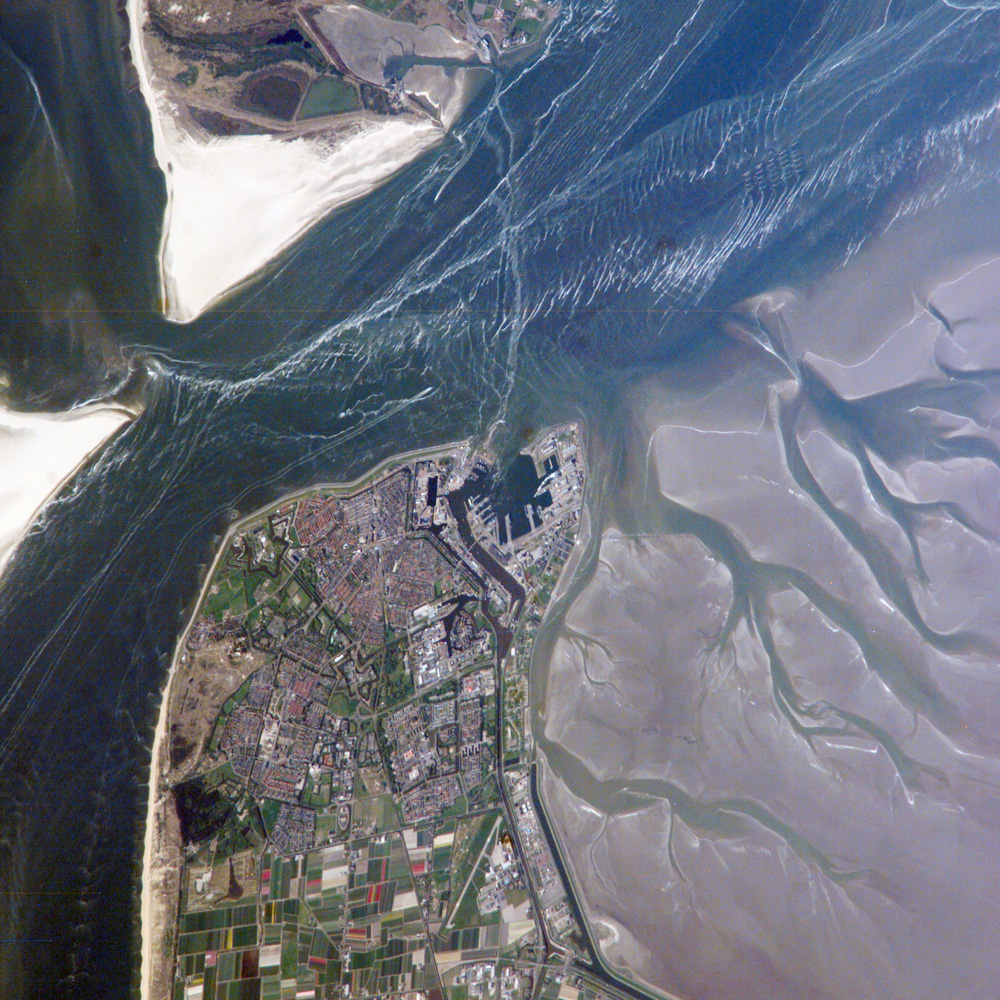
مارسديب

مارسديب هو تيار عميق المد بين بلديتي دن هيلدر وتيسل في  هولندا، ويجري جنوباً باتجاه مياه ضحلةs. وهذه الفجوة تربط بحر الشمال وبحر وادن.